# Bonamana
Bonamana è il quarto album in studio della boy band sudcoreana Super Junior, pubblicato il 13 maggio 2010. Oltre 200000 copie sono state prenotate nel corso della settimana precedente alla pubblicazione dell'album, segnando un nuovo record per il gruppo. L'album ha debuttato alla prima posizione della classifica degli album più venduti, vendendo circa 36000 copie il primo giorno nei negozi. Dopo poco più di una settimana sono state vendute oltre 100000 copie del disco.

## Tracce
1. 미인아 (BONAMANA) - 3:58
2. 나쁜 여자 (Boom Boom) - 3:15
3. 응결 (Coagulation) - 4:20
4. 나란 사람 (Your Eyes) - 3:41
5. My Only Girl - 3:09
6. 사랑이 이렇게 (My All Is In You) - 3:36
7. Shake It Up! - 3:02
8. 잠들고 싶어 (In My Dream) - 5:02
9. 봄날 (One Fine Spring Day) - 3:56
10. 좋은 사람 (Good Person) - 4:04
11. Here We Go - 3:50

## Singoli
- Bonamana (2010)